# Lista artefaktów Śródziemia
Lista artefaktów Śródziemia opisuje zarówno artefakty w rozumieniu fantastyki, jak i w rozumieniu słownikowym: fikcyjne przedmioty pojawiające się w świecie przedstawionym książek tworzących Legendarium Tolkiena. Hasła przedstawione są w kolejności alfabetycznej.
W pisowni nazw własnych w starych wydaniach dzieł Tolkiena tłumaczenia Marii Skibniewskiej (sprzed 1996 roku) nie użyto znaków diakrytycznych.

## Broń

### Aeglos
Aeglos (Aiglos) był włócznią Gil-galada, Najwyższego Króla Ñoldorów w Śródziemiu. Walczył Aeglosem podczas wojny Ostatniego Sojuszu. Nazwa Aeglos pochodzi z sindarinu i znaczy Śnieżne ostrze lub Śnieżny cierń.

### Andúril
Był to miecz wykuty ze szczątków Narsila przez elfickich kowali w Rivendell (najprawdopodobniej byli to ostatni z Gwaith-i-Mírdain), w grudniu 3018 roku Trzeciej Ery, jeszcze przed wyruszeniem Drużyny Pierścienia na wyprawę. Na ostrzu wyryto znaki runiczne oraz godło Elendila (Siedem Gwiazd) między godłami jego synów: Isildura (sierp Księżyca) i Anáriona (Promieniste słońce). Miecz ten, tak samo, jak Narsil, błyszczał zarówno światłem słońca, jak i księżyca.
Aragorn używał Andúrila w boju podczas całej wędrówki Drużyny Pierścienia, jak i w czasie Wojny o Pierścień: w Morii, w bitwach o Rogaty Gród, na polach Pelennoru i pod Morannonem. Miecz służył mu zapewne także w trakcie panowania, a przed śmiercią prawdopodobnie, przekazał go swemu synowi i następcy, Eldarionowi.
Andúril był mieczem, dzięki któremu Aragorn podkreślał swoje pochodzenie podczas podróży z Drużyną Pierścienia. Wedle jego słów oprócz spadkobiercy Elendila każdy, kto by jego miecza dobył, padnie rażony śmiercią.
Nazwa Andúril, nadana przez Aragorna, pochodzi z quenyi i znaczy Blask Zachodu (ewentualnie Lśnienie Zachodu). W Westronie miano tej broni brzmiało Płomień Zachodu. Andrzej Sapkowski stwierdził, że nazwa może też być utworzona od anagramu Durandala, miecza Rolanda.
W ekranizacji powieści, w reżyserii Petera Jacksona, dzieje miecza zostały zmienione. Oręż ten pojawia się dopiero w filmie Powrót króla, gdzie został wykuty przez elfów ze szczątków Narsila, już długo po wyruszeniu Drużyny Pierścienia z Rivendell. Elrond zdecydował się na to wskutek próśb Arweny. Następnie zabrał go ze sobą i osobiście przekazał miecz Aragornowi w Dunharrow. Dzięki Andúrilowi Aragorn przekonał do siebie Umarłych. Używał go też w boju w bitwie na polach Pelennoru i pod Czarną Bramą oraz nosił u swego boku przy swojej koronacji, już po pokonaniu Saurona.

### Anglachel
Był to miecz wykuty przez Eöla z żelaza pochodzącego z meteorytu. Jego klinga była czarna i matowa. Był w stanie przecinać każdy przedmiot wykuty z żelaza. Drugim, bliźniaczym do niego mieczem był Anguirel. Eöl dał Anglachela królowi Thingolowi niechętnie jako zapłatę za pozwolenie zamieszkania w Nan Elmoth. Oręż ten przeleżał w monarszym skarbcu w Menegroth do czasu, gdy Beleg (w 486 roku Pierwszej Ery) wziął go ze sobą, wyruszając do Túrina, ukrywającego się na Amon Rûdh. Uczynił to wbrew ostrzeżeniu Meliany, która stwierdziła: W tym mieczu jest złośliwość. Zachowało się w nim coś z czarnego serca płatnerza, który go wykuł. Nie pokocha ręki, która nim będzie władała, i niedługo pozostanie w jej służbie. Beleg używał Anglachela w boju aż do śmierci (487 rok). Gdy bowiem próbował mieczem uwolnić Túrina z kajdan orków, przypadkiem go zranił, a ten (biorąc Belega za wroga) wyrwał mu Anglachela i zabił. Ostrze broni wówczas się wyszczerbiło. Miecz wziął ze sobą Gwindor, który zabrał Túrina do Nargothrondu. Tam Anglachel został przekuty i otrzymał wtedy nowe miano – Gurthang.
Nazwa Anglachel pochodzi z sindarinu i znaczy Żelazny płomień.

### Angrist
Pojawia się w Silmarillionie. Był to nóż wykonany przez krasnoludzkiego mistrza Telchara z Nogrodu. Był tak ostry, że ciął żelazo niczym drewno. Należał do Curufina, jednego z synów Fëanora, lecz odebrał mu go Beren. Nóż ten posłużył mu do wyłuskania jednego z Silmarilów z Żelaznej Korony Morgotha. Angrist pękł, gdy Beren spróbował wyjąć kolejny klejnot.
Nazwa Angrist pochodzi z sindarinu i znaczy Żelazny Topór lub Rozcinacz żelaza.

### Anguirel
Pojawia się w Silmarillionie. Był to miecz wykuty przez Eöla z żelaza meteorytu. Jego klinga była czarna i matowa. Drugim, bliźniaczym do niego mieczem był Anglachel. Eöl nosił Anguirela u swego boku do czasu ucieczki z Nan Elmoth jego syna Maeglina, który wykradł oręż ojca. Miecz służył mu w Gondolinie, gdzie wraz z nim przepadł po upadku miasta w 511 roku Pierwszej Ery.
Nazwa Anguirel pochodzi z sindarinu i znaczy Żelazo.

### Aranrúth
Informacje na jego temat znajdują się w Silmarillionie, Niedokończonych opowieściach i Dzieciach Húrina. Był to miecz należący do Thingola. Po ostatecznym zniszczeniu Doriath przez synów Fëanora w 509 roku Pierwszej Ery Elwinga, wraz z garstką uciekinierów, zabrała miecz ze sobą do Przystani Sirionu. Później, po pokonaniu Morgotha, w spadku po matce otrzymał go Elros i zabrał ze sobą, gdy ruszył do Númenoru (32 rok Drugiej Ery). Odtąd Aranrúth był mieczem kolejnych władców wyspy, przekazywanym z pokolenia na pokolenie. Przepadł wraz z Ar-Pharazônem, w czasie Upadku Númenoru.
Miano Aranrúth pochodzi z sindarinu i znaczy Gniew króla.

### Belthronding
Pojawia się w Silmarillionie i Dzieciach Húrina. Był to łuk należący do Belega Cuthaliona. Był zrobiony z czarnego drzewa cisu. Elf zawsze używał go podczas swoich wypraw aż do śmierci. Łuk ten Gwindor i Túrin złożyli przy boku Belega w jego grobie, w 487 roku Pierwszej Ery.
Nazwa Belthronding pochodzi z sindarinu.

### Czarna Strzała
Pojawia się w Hobbicie. Była to strzała wywodząca się z kuźni Króla spod Góry ofiarowana przodkom Barda Łucznika i przekazywana z pokolenia na pokolenie. Wielokrotnie wykorzystywana w boju i za każdym razem odzyskiwana. Posłużyła Bardowi do zabicia smoka Smauga i wraz z nim legła na dnie Jeziora Długiego. Strzała była całkowicie czarna od grota aż do lotek. Stąd pochodzi jej nazwa.

### Czerwona Strzała
Była to czarno upierzona strzała ze stalowym grotem pomalowana na czerwono. Była przesyłana z Gondoru do Rohanu, gdy ten pierwszy potrzebował pomocy militarnej. Mogła być związana z przysięgą Eorla. W czasie Wojny o Pierścień namiestnik Denethor II przesłał ją Théodenowi za pośrednictwem Hirgona.

### Dramborleg
Z imienia pojawia się po raz pierwszy w przypisie do Niedokończonych Opowieści. Był to wielki topór posiadany przez Tuora w Pierwszej Erze. Później przechowywany w Numenorze aż do jego upadku gdzie został zniszczony wraz z nim.

### Glamdring
Glamdring to miecz Gandalfa, który należał wcześniej do króla Turgona.
Wykonany przez elfów z Gondolinu w czasach Bitew o Beleriand, pierwotnie należał do Najwyższego Króla Noldorów Turgona. Po zdobyciu i zniszczeniu tego miasta (w 511 roku Pierwszej Ery) miecz ten zaginął, najprawdopodobniej został zrabowany przez orków. Jego losy są nieznane aż do Trzeciej Ery, kiedy to znalazły go trzy trolle: Bert, Tom i William. Te z kolei ukryły go w swojej siedzibie i właśnie tam, w 2941 roku Trzeciej Ery, trafił na niego Gandalf, wędrując wraz z Thorinem, jego kompanią i Bilbem Bagginsem do Ereboru. Od tego momentu czarodziej zwykle nosił Glamdringa u boku. Zabrał go również ze sobą, gdy ruszył na wędrówkę z Drużyną Pierścienia (3018–3019 Trzeciej Ery).
Glamdring miał bogato zdobioną rękojeść i był bliźniaczo podobny do innego miecza, Orcrista, później używanego przez Thorina Dębową Tarczę. Sygnalizował obecność orków, rozbłyskując bladym światłem. Miano Glamdring pochodzi z sindarinu i znaczy Młot na wroga. Gobliny z Gór Mglistych zwały go (w zależności od tłumaczenia) Zabijaczem, Bijaczem lub Samobijem (oryg. ang. Beater).
W trylogii filmowej Władca Pierścieni reżyserii Petera Jacksona Gandalf również posiada Glamdringa. Używa go w boju w Morii, w walce z Balrogiem, przy obronie Minas Tirith i bitwie pod Morannonem. Pominięte zostało jednak świecenie miecza w obliczu bliskości orków. W trylogii filmowej Hobbit Gandalf również używa Glamdringa znalezionego w siedzibie trolli.

### Grond
Grond, zwany Młotem Podziemnego Świata, był bronią Morgotha. Wiadomo, iż tylko raz użył go w walce – w pojedynku z Fingolfinem. Nazwa Grond pochodzi z sindarinu i znaczy Maczuga.
Na cześć tej broni tak samo nazwano taran użyty przez wojska Saurona, podczas szturmu na Minas Tirith. Pojawia się on w Powrocie króla. Był to wielki taran, wykonany w Mordorze, jeszcze przed Wojną o Pierścień. Odlany był z czarnej stali, a jego głowica miała kształt wilczego łba z wyszczerzonymi zębami, w której płonął ogień. Wypisane na niej były złowrogie, runiczne zaklęcia. Ciągnęły go ogromne bestie, wokół tłoczyli się orkowie, z tyłu zaś człapały wielkie górskie trolle, które rozhuśtać miały taran. Dzięki zaklęciu Wodza Nazgûli Grond był w stanie rozbić Wielką Bramę miasta. Najpewniej został zniszczony w trakcie bitwy na polach Pelennoru lub po tej batalii. W ekranizacji powieści reżyserii Petera Jacksona taran Grond pojawia się w filmie Powrót króla, w scenach oblężenia Minas Tirith. Wygląd zewnętrzny taranu zgadza się z opisem w książce, jednak w filmie Grond roztrzaskuje bramę miasta bez pomocy zaklęć Wodza Nazgûli.

### Gurthang
Pojawia się w Silmarillionie, Niedokończonych opowieściach i Dzieciach Húrina. Był to Anglachel, nazwany nowym mianem Gurthang po przekuciu go dla Túrina przez elfów z Nargothrondu. Ostrze tej broni pozostało czarne, jednak zaczęło lśnić jasnym blaskiem. Túrin używał Gurthanga w boju i od tych cech miecza zawdzięczał swoje nowe imię w Nargothrondzie – Mormegil (w sindarinie Czarny miecz). Orężem tym zadał śmiertelny cios Glaurungowi, jak i ogarniętym szałem zabił nim Brandira. Ostatecznie Túrin popełnił samobójstwo, przebijając się Gurthangiem, który przy tym pękł (501 rok Pierwszej Ery). Resztki miecza zostały złożone wraz z Túrinem w jego kurhanie. Zwano ten miecz też mianem Czarny Cierń Brethilu.
Nim Túrin się zabił, zadał mieczowi pytanie, czy szybko zada mu śmierć. Ostrze miecza odpowiedziało: Tak, wypiję twoją krew chętnie, żeby zapomnieć krwi Belega, mojego pana i krwi Brandira, niesprawiedliwie zabitego. Zabiję cię szybko. Według Drugiej przepowiedni Mandosa Turin właśnie Gurthangiem ma zabić Morgotha podczas Dagor Dagorath.

### Gúthwinë
Pojawia się we Władcy Pierścieni. Był to miecz należący do Éomera. Używał go w boju w czasie Wojny o Pierścień.
Nazwa Gúthwinë znaczy Wojenny przyjaciel.

### Herugrim
Pojawia się we Władcy Pierścieni. Był to miecz należący do króla Rohanu Théodena. W okresie choroby i apatii władcy (lata 3014–3019 Trzeciej Ery) miecz został zagarnięty przez Grímę, fałszywego doradcę i szpiega Sarumana. Monarcha uzdrowiony jednak przez Gandalfa odebrał mu go. Théoden walczył Herugrimem podczas bitwy o Rogaty Gród i w bitwie na polach Pelennoru. Miecz złożono wraz z królem w jego grobowcu.
Miano Herugrim znaczy Zawzięty miecz.

### Narsil

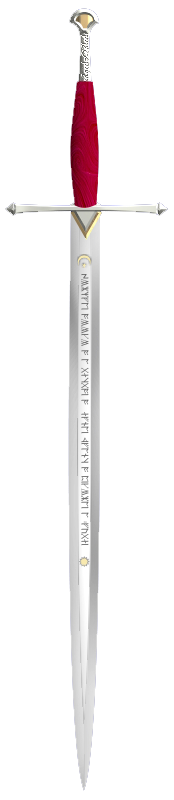
Wyobrażenie Narsila-Andúrila

Pojawia się we Władcy Pierścieni. Pewne wzmianki na jego temat można znaleźć w Silmarillionie. Zwany był „Mieczem, który został złamany” (Sword that was Broken) i mieczem Elendila (Sword of Elendil).
Był to miecz wykuty w Pierwszej Erze przez krasnoludzkiego kowala Telchara z Nogrodu. Nie wiadomo dokładnie, jak trafił do Númenoru. Tam zaś w bliżej nieznanym czasie otrzymał go ród książąt Andúnië. Tym sposobem odziedziczył go Elendil. Zabrał miecz ze sobą, uciekając przed Upadkiem Númenoru (3319 rok Drugiej Ery) do Śródziemia. Walczył Narsilem w wojnie Ostatniego Sojuszu z Sauronem, w bitwie na Dagorlad i przy oblężeniu Barad-dûr. Podczas ostatniej walki na stokach Orodruiny Narsil pękł pod ciałem swego właściciela, gdy ten został zabity przez Saurona.
Isildur po pokonaniu Saurona zabrał szczątki Narsila do Arnoru. W czasie bitwy na polach Gladden powierzył złamane ostrze swemu giermkowi Ohtarowi. Jemu to udało się uciec i po długiej wędrówce dotrzeć do Imladris, gdzie wychowywał się Valandil, najmłodszy syn Isildura. Tam właśnie Elrond przepowiedział, że miecz nie zostanie przekuty na nowo, dopóki nie powróci Sauron i nie zostanie odnaleziony Jedyny Pierścień. Przez następne stulecia resztki sławnej broni przechowywano zapewne w skarbcu królów Arnoru, a potem Arthedainu. Po upadku tego państwa Elrond wziął Narsila, wraz z resztą spuścizny dawnych władców (Elendimirem, berłem Annúminas i pierścieniem Barahira) na przechowanie do Imladris. Odtąd pozostawał tam na stałe, będąc dziedzictwem Wodzów Dúnedainów.
Podczas Wojny o Pierścień, gdy Frodo Baggins, Samwise Gamgee, Meriadok Brandybuck i Peregrin Tuk spotkali po raz pierwszy Aragorna w Bree miał on przy sobie Narsila, najpewniej po to, by móc potwierdzić swoją tożsamość. Miecz został przekuty na nowo przed wyruszeniem Drużyny Pierścienia, a Aragorn nadał mu nowe miano Andúril. Dzierżył on ten miecz podczas swojej podróży wraz z Drużyną Pierścienia. Aragorn używał go dla potwierdzenia swego pochodzenia.
Nazwa pochodzi z sindarinu i znaczy Ognista poświata lub Czerwono-biały płomień (ewentualnie Ogień-białe światło), ponieważ miecz błyszczał światłem zarówno księżyca, jak i słońca.
W filmowej ekranizacji powieści losy Narsila zostały nieco zmienione. W filmie Drużyna Pierścienia w trakcie ostatniej walki na stokach Góry Przeznaczenia, Narsil zostaje złamany przez samego Saurona. Gdy hobbici spotykają Aragorna w karczmie Pod Rozbrykanym Kucykiem, nie ma on przy sobie Narsila tylko zwykły miecz. Oręż Elendila cały czas jest przechowywany w Rivendell. Tam też Boromir ogląda legendarną broń. Przed wyruszeniem Drużyny Pierścienia Narsil nie zostaje przekuty na nowo – następuje to dopiero później, wskutek próśb Arweny (w filmie Powrót króla). W trzeciej części Władcy Pierścieni miecz przechodzi od elfów dla Aragorna. Elrond wręcza mu go, gdyż wie, iż tylko on może uratować Śródziemie przez siłami zła – o ile odważy się przejść Ścieżkami Umarłych, by wskrzesić pradawną armię byłych zdrajców króla Isildura.

### Nóż Morgulu
Pojawia się we Władcy Pierścieni.
Podczas podróży Drużyny Pierścienia do Rivendell, na Wichrowym Czubie, Czarnoksiężnik z Angmaru zadał nożem Morgulu ciężką ranę Frodo Bagginsowi. Miało to miejsce 6 października 3018 Trzeciej Ery. Kawałek ostrza utkwił głęboko w ranie i istniało prawdopodobieństwo, że Frodo zostanie pomniejszym upiorem. Elrond zdołał usunąć odłamek i wyleczyć Froda z Czarnego Tchnienia, lecz odtąd w każdą rocznicę zranienia Frodo poważnie chorował. Lekarstwem na tę chorobę miało być odpłynięcie Froda do Amanu. Trujące działanie noża Morgulu można spowolnić podając athelas, jak zrobił na Wichrowym Czubie Aragorn, próbując ratować Froda.
Według niektórych gier fabularnych rozgrywających się w świecie Śródziemia, ostrza Morgulu zostały wykute w ogniach Minas Morgul przez Czarnoksiężnika z Angmaru, który naznaczył je swą magią.

### Orcrist
Orcrist był mieczem Thorina II Dębowej Tarczy, zwanym przez orków Kąsaczem, czy też Siekaczem (oryg. Biter).
Orcrist został wykuty w Gondolinie. Po zdobyciu i zniszczeniu miasta (511 rok Pierwszej Ery) oręż ten zaginął – najpewniej zagrabili go orkowie. Przeleżał on w jakiejś kryjówce aż do Trzeciej Ery. Wtedy to znalazły go trzy trolle: Bert, Tom i William. Ukryły miecz z kolei w swojej siedzibie. Tam właśnie (w 2941 roku Trzeciej Ery) trafił na niego Thorin II Dębowa Tarcza, wędrując wraz z Kompanią i Gandalfem do Ereboru. Odtąd krasnolud nosił Orcrista u swego boku i używał podczas walki. Odebrali mu go elfowie króla Thranduila w Mrocznej Puszczy. Monarcha ów złożył później Orcrista na grobie Thorina, gdy pochowano go w Ereborze, po Bitwie Pięciu Armii. Odtąd miecz zawsze rozbłyskiwał w ciemnościach, gdy do Ereboru zbliżali się nieprzyjaciele. Drugim bliźniaczym do niego mieczem był Glamdring.

### Ringil
Był to miecz Fingolfina, Najwyższego Króla Ñoldorów. Walczył nim w pojedynku z Morgothem i zadał mu siedem ran oraz cięcie w stopę. Od tego wydarzenia Morgoth kulał na lewą nogę.
Ringil w sindarinie oznacza Zimny Blask lub Zimna gwiazda.

### Topór Durina
Topór Durina (oryg. Durin’s Axe) był to bronią królów plemienia Durina. Zaginął jednak, gdy krasnoludowie uciekli z Khazad-dûm przed Balrogiem. Został odnaleziony, na co wskazuje zapiska z Księgi Mazarbul, przez Balina i jego towarzyszy, którzy usiłowali skolonizować na nowo Morię. Topór przepadł ponownie, gdy zostali oni wybici przez orków.

### Żądło
Żądło (oryg. Sting) to oręż Bilba oraz Froda Bagginsów. Chociaż broń ta była sztyletem, to hobbitom służyła jako krótki miecz.
Podobnie jak Orcrist i Glamdring został wykonany w Gondolinie w Pierwszej Erze na wojnę z orkami. Tak jak inne miecze elfów świecił bladym światłem, gdy znalazł się w pobliżu orków.  Bilbo nadał imię tej broni po walce z olbrzymimi pająkami z Mrocznej Puszczy. Bilbo dał Żądło Frodowi tuż przed wędrówką z Rivendell do Mordoru. Kiedy Frodo został oszukany w przełęczy Cirith Ungol, Samwise Gamgee uratował je przed pozostawieniem.
Gollum obawiał się Żądła, podobnie jak innych przedmiotów zrobionych przez elfów. Ten lęk pomógł Bilbowi, kiedy stawił czoło Gollumowi pod Górami Mglistymi w Hobbicie. Żądło pomogło także Frodowi chwilowo kontrolować Golluma we Władcy Pierścieni.

## Insygnia władzy

### Berło Annúminas
Berło Annúminas, czy też berło Arnoru, było srebrną różdżką wykonana w Númenorze dla książąt Andúnië, jako symbol książęcej władzy, przekazywany z pokolenia na pokolenie.
Elendil przypływając do Środziemia po Upadku Númenoru, wziął je ze sobą. Służyło potem jako znak władzy w Arnorze. Gdy nastąpił podział Arnoru, przeszło ono na królów Arthedainu. Gdy i to państwo upadło, Elrond zaczął je przechowywać w Rivendell, tak jak Elendilmir, pierścień Barahira i resztki Narsila. Berło pozostawało tam do 3019 roku. Wtedy to Elrond przekazał je królowi Elessarowi, gdy ten poślubił Arwenę. Monarcha zachował berło do końca swego panowania. Na łożu śmierci przekazał berło Annúminas swemu synowi i następcy, Eldarionowi.
Berło Annúminas w 3019 roku było najstarszym dziełem ludzkich rąk i liczyło sobie wtedy blisko 6000 lat. Zwano je tak zapewne od miejsca przechowywania, miasta Annúminas. Jego inna nazwa to berło Arnoru.

### Elendilmir
Elendilmir zwany był także Gwiazdą Elendila, Gwiazdą Północy, Gwiazdą Północnego Królestwa.
Był to klejnot, symbol władzy królów Arnoru. Miał postać świecącego, białego klejnotu w srebrnej oprawie. Pierwszy Elendilmir stracony został przez Isildura w bitwie na polach Gladden, lecz kowale Elronda stworzyli inny i darowali go potomkom Isildura. Pierwszy Elendilmir został znaleziony przez poddanych Sarumana w czasie jego poszukiwań Jedynego Pierścienia, następnie Aragorn znalazł go wśród skarbów Isengardu. Posiadł zatem je oba, gdyż drugi został mu dany w spadku przez jego królewskich przodków.

### Pierścień Barahira
Pierścień Barahira był wykonany przez złotników Ñoldorów w Amanie. Należał do Finroda, syna Finarfina. Pierścień bowiem uformowany był na kształt dwóch wężów; węże te oczy miały ze szmaragdów, a głowy ich spotykały się pod koroną ze złotych kwiatów i gdy jeden ją podtrzymywał, drugi ją pożerał. Było to godło Finarfina i jego rodu.
Finrod zabrał klejnot ze sobą, gdy opuszczał Valinor podczas buntu Ñoldorów. Posiadał go do czasu bitwy Dagor Bragollach (455 rok Pierwszej Ery). Wtedy dał pierścień Barahirowi w nagrodę za uratowanie mu życia na Serech. Był to znak mający przypieczętować wieczną przyjaźń pomiędzy Finrodem a Rodem Barahira. Barahir nosił ten dar przy sobie, aż do swej śmierci w 460 roku. Został mu odebrany wraz z ręką i życiem przez orków, lecz jego syn Beren pomścił śmierć ojca odbierając przy okazji pierścień (udało mu się wytropić bandę orków i z zaskoczenia zaatakował jego dowódcę, zabijając go).
Nosił ten klejnot zapewne do końca życia. Gdy przybył wraz z Lúthien po raz pierwszy do Menegroth, w odpowiedzi na nieufne słowa króla Thingola, trzymając pierścień wysoko w górze, rzekł: Możesz mi, królu, zadać śmierć, zasłużoną czy nie zasłużoną, ale nie przyjmę od ciebie miana nikczemnie urodzonego, szpiega ani niewolnika. Świadczę się pierścieniem, który Felagund dał mojemu ojcu Barahirowi na polu bitwy w północnej krainie, że mój ród nie zasłużył na obelgi z ust elfa czy nawet króla elfów. Później pokazał go Finrodowi, gdy przybył do Nargothrondu, prosić monarchę o pomoc w wyprawie po Silmaril.
Następnie po ojcu odziedziczył pierścień Dior, a później po nim Elwinga. Z kolei w spadku po niej otrzymał go Elros, który zawiózł go do Númenoru na początku Drugiej Ery. Pozostawał w rękach jego następców do czasu, gdy Tar-Elendil podarował pierścień swej najstarszej córce Silmariënie. Po niej trafił w ręce jej syna Valandila i odtąd przechowywany był w założonym przez niego rodzie książąt Andúnië.
Uciekając przed Upadkiem Númenoru w 3319 roku Drugiej Ery Elendil, potomek Valandila, zabrał pierścień ze sobą do Śródziemia. Po jego śmierci w 3441 roku pieczę nad tym klejnotem przejęli jego potomkowie z Linii Północnej Rodu Elendila. Byli to kolejni królowie Arnoru, a po 861 roku Trzeciej Ery monarchowie Arthedainu. Ostatni spośród nich (Arvedui) dał go wodzowi Lossothów dziękując za pomoc od niego otrzymaną. Powiedział wówczas: To rzec więcej warta, niż możesz sobie wyobrazić. Choćby tylko dla jej starożytności! Nie tkwi w nim żaden czar, prócz tego, że budzi szacunek każdego, kto kocha mój ród. Nie pomoże ci w niebezpieczeństwach, ale w potrzebie, jeżeli ten pierścień zaniesiesz do moich współplemieńców, wykupią go na pewno za cenę, jakiej zażądasz.
Tak też się stało – gdy Dúnedainowie z północy dowiedzieli się o nieszczęśliwej śmierci Arvedui (1975 rok) wykupili pierścień. Wraz z resztą dziedzictwa po Elendilu (mieczem Narsilem, berłem Annúminas i Elendilmirem) oddano go na przechowanie Elrondowi do Rivendell. Nie jest jednak wykluczone, iż później poszczególni Wodzowie Dúnedainów nosili pierścień przy sobie.
W 2951 roku Elrond dał go Aragornowi, synowi Arathorna II, wyjawiając mu przy tym jego pochodzenie, utrzymywane wcześniej w tajemnicy. Aragorn nosił klejnot do 2980 roku, kiedy to ofiarował go Arwenie, córce Elronda, gdy oboje przyrzekli sobie miłość na wzgórzu Cerin Amroth w Lórien. Arwena zapewne zatrzymała pierścień do czasu ich ślubu w 3019 roku. Można przypuszczać, iż w spadku po rodzicach odziedziczył go Eldarion.
Klejnot ten zwano też pierścieniem Felagunda.
W ekranizacji Władcy Pierścieni reżyserii Petera Jacksona pojawia się pierścień Barahira. Jednak w przeciwieństwie do powieści Aragorn we wszystkich trzech filmach nosi go z sobą na palcu.

### Srebrna Korona
Zwana też białą lub skrzydlatą koroną, należała do królów Gondoru, będąc głównym symbolem i insygnium ich monarszej władzy.
Początkowo był to zwykły, númenorejski hełm bojowy, należący ongiś do Isildura. Za rządów Atanatara II Alcarina został on zastąpiony nową koroną, wykonaną w całości ze srebra. Była ona z kształtu podobna do hełmu noszonego przez żołnierzy Straży Cytadeli. Po obu bokach, nad skronią, umieszczono srebrne skrzydła mewy, wysadzane perłami. Opaskę na czole zdobiło siedem wspaniałych diamentów (na pamiątkę Elendila, którego godłem było Siedem Gwiazd). Natomiast ósmy klejnot umieszczono na szczycie hełmu, ku czci Anáriona.
Zgodnie z tradycją koronę tę monarcha przekazywał osobiście swemu następcy przed śmiercią lub następca sam ją brał z grobowca poprzednika. W 2050 roku Trzeciej Ery król Eärnur pozostawił Srebrną Koronę w grobowcu ojca, Eärnila II, gdy wyruszał do Minas Morgul stoczyć pojedynek z Wodzem Nazgûli. Spoczywała tam przez następne stulecia aż do Wojny o Pierścień i przybycia Aragorna II (przechowywana była w okutej srebrem szkatule z drzewa lebethron). Wówczas to, po pokonaniu Saurona, Gandalf ukoronował nią Aragorna II. Monarcha zachował koronę do końca swego życia. Na łożu śmierci przekazał ją swemu synowi i następcy, Eldarionowi.
W ekranizacji powieści korona ta pokazana została w filmie Powrót króla, w scenie koronacji Aragorna. Filmowy rekwizyt różni się zdecydowanie od literackiego pierwowzoru: nie ma kształtu hełmu, ani też skrzydeł. Opaskę nad czołem wieńczy wizerunek Białego Drzewa.

### Żelazna Korona
Wielka korona Morgotha, wykuta przez niego w Angbandzie, po powrocie do Śródziemia. W koronie tkwiły przymocowane żelaznymi pazurami trzy Silmarile. Morgoth stracił jeden z nich kiedy Beren wyciął go za pomocą noża Angrista. Dwa pozostałe w niej Silmarile zostały zabrane pod koniec Wojny Gniewu, a sama korona została przerobiona na obrożę do Angainora.

## Inne przedmioty

### Angainor
Pojawia się w Silmarillionie. Był to łańcuch wykuty przez Valara Aulego i dwukrotnie wykorzystany do spętania Morgotha. Raz podczas Bitwy Potęg a drugi podczas Wojny Gniewu. W czasie tej drugiej stopiono Żelazną Koronę Morgotha i zrobiono z niej obrożę dołączoną do Angainora.
W jednej z wersji legendarium, Angainor został zrobiony ze stopu zwanego tilkal.

### Arcyklejnot
Arcyklejnot, zwany Sercem Góry (oryg. Arkenstone / Heart of the Mountain), był skarbem krasnoludów z Ereboru.
Ten wyróżniający się wielkością klejnot był znaleziony pod „korzeniami” Ereboru przez Thráina I, po osiedleniu się tam krasnoludów w 1999 roku Trzeciej Ery. Świecił on własnym wewnętrznym blaskiem, (...) zarazem jednak oszlifowany i ukształtowany przez krasnoludy, które go wydobyły niegdyś z serca Góry, łowił z zewnątrz każdy promień światła i przeobrażał go w dziesięć tysięcy iskier białego blasku grającego wszystkimi kolorami tęczy. Był to klejnot na tyle niewielkich rozmiarów, aby Bilbo Baggins mógł go unieść w jednej ręce, lecz nie tak mały, aby mógł ją zamknąć. Uznawano go za najcenniejszy skarb Królestwa pod Górą i nazwano też Sercem Góry i Arcyklejnotem Thráina.
Przekazywany był w spadku wszystkim królom rodu Durina. Gdy Thorin I, syn Thráina, przeniósł się z Ereboru do Ered Mithrin (2210 rok) najprawdopodobniej wziął Arcyklejnot ze sobą. Jednak w 2590 roku jego potomek Thrór powrócił do Samotnej Góry razem z tym skarbem.
Po ataku Smauga na Erebor został zagarnięty przez smoka, razem z całą resztą innych bogactw. Kolejne lata przeleżał w stosie skarbów usypanym przez potwora we wnętrzu góry. Gdy kompania Thorina Dębowej Tarczy (w 2941 roku) dotarła tam i zaczęła penetrować to miejsce (smok bowiem zaatakował w tym czasie Esgaroth), hobbit Bilbo Baggins odnalazł Arcyklejnot. Zachwycony jego pięknem zabrał go i ukrył, nic nie mówiąc towarzyszom – wiedział zresztą, że Thorin nigdy by nie pozwolił mu wziąć tego bezcennego kamienia, choć zgadzał się na to, iż Bilbo sam wybierze czternastą część skarbu dla siebie. Zatrzymał Arcyklejnot do czasu, gdy elfowie Thranduila i ludzie Barda oblegli Erebor, domagając się udziału w skarbie, na co Thorin nie chciał się zgodzić. Wtedy Bilbo potajemnie przekazał kamień Bardowi, aby ten dzięki temu argumentowi mógł zmusić Thorina do ustąpienia.
Ostatecznie po Bitwie Pięciu Armii Bard położył go na piersi Thorina w jego grobowcu.

### Elessar
Był to zielony klejnot o mocy uzdrawiania, stworzony w Gondolinie w czasie Pierwszej Ery przez Enerdhila. Enerdhil podarował klejnot Idril, dzięki której przetrwał upadek Gondolinu. Idril odpływając przekazała go swojemu synowi, Eärendilowi. Dzięki niemu właśnie w przystani u ujścia Sirionu uzdrowił wielu Eldarów. Odpływając Eärendil zabrał Elessara ze sobą do Amanu. Ponownie Elessar pojawił się w Śródziemiu w Trzeciej Erze. Istnieją dwie wersje wydarzeń:
- Olórin odpływając z Amanu zabrał go ze sobą i przekazał Galadrieli, aby przekazała go dalej kiedy przybędzie ten, co ma otrzymać klejnot, a będzie nosił jego imię: zwany będzie Elessarem.
- Celebrimbor, który był przyjacielem Enerdhila, na prośbę Galadrieli wykuł drugi klejnot, bardziej subtelny i przejrzysty od oryginału, lecz o mniejszej mocy (gdyż słońce nie było już takie jak podczas wykonywania pierwszego z powodu cienia Morgotha). Po otrzymaniu Nenyi nie był on już jej potrzebny, i przekazała go Celebríanie, która z kolei dała go Arwenie.

Według jeszcze innej wersji (dopisek), Elessar został stworzony w Gondolinie przez Celebrimbora, który również stworzył jego kopię dla Galadrieli.
Nazwa Elessar pochodzi z quenyi i znaczy Kamień Elfów.

### Flakonik Galadrieli
Kryształowe naczynie zawierające światło gwiazdy Earendila zamknięte w wodzie ze źródła którą napełnione zostało Zwierciadło Galadrieli. Frodo otrzymał je jako pożegnalny dar od pani Lorien. Flakonik lśnił w ciemnych miejscach napawał odwagą i nadzieją tego kto go nosił. Flakonik pomógł Frodowi przezwyciężyć pożądanie do Pierścienia, a Samowi odstraszyć Szelobę. Gdy Frodo opuszczał Śródziemie zabrał go ze sobą do Amanu.

### Kamień Durina
Kamień Durina (ang. Durin’s Stone), to obelisk, który stał nad Jeziorem Zwierciadlanym w dolinie Azanulbizar. Upamiętniał miejsce, w którym Durin po raz pierwszy spojrzał w toń jeziora i ujrzał konstelację gwiazd zwaną Koroną Durina. Kamień ten przewyższał wysokością wzrost krasnoluda, miał płasko ścięty wierzchołek i był pokryty runami, które jednak z biegiem lat zatarły się.
Podczas wędrówki Drużyny Pierścienia, po wyjściu z Morii, Gimli, Frodo Baggins i Samwise Gamgee (15 stycznia 3019 roku Trzeciej Ery) zbliżyli się do obelisku i stamtąd spojrzeli w wody jeziora.

### Pierścienie Władzy

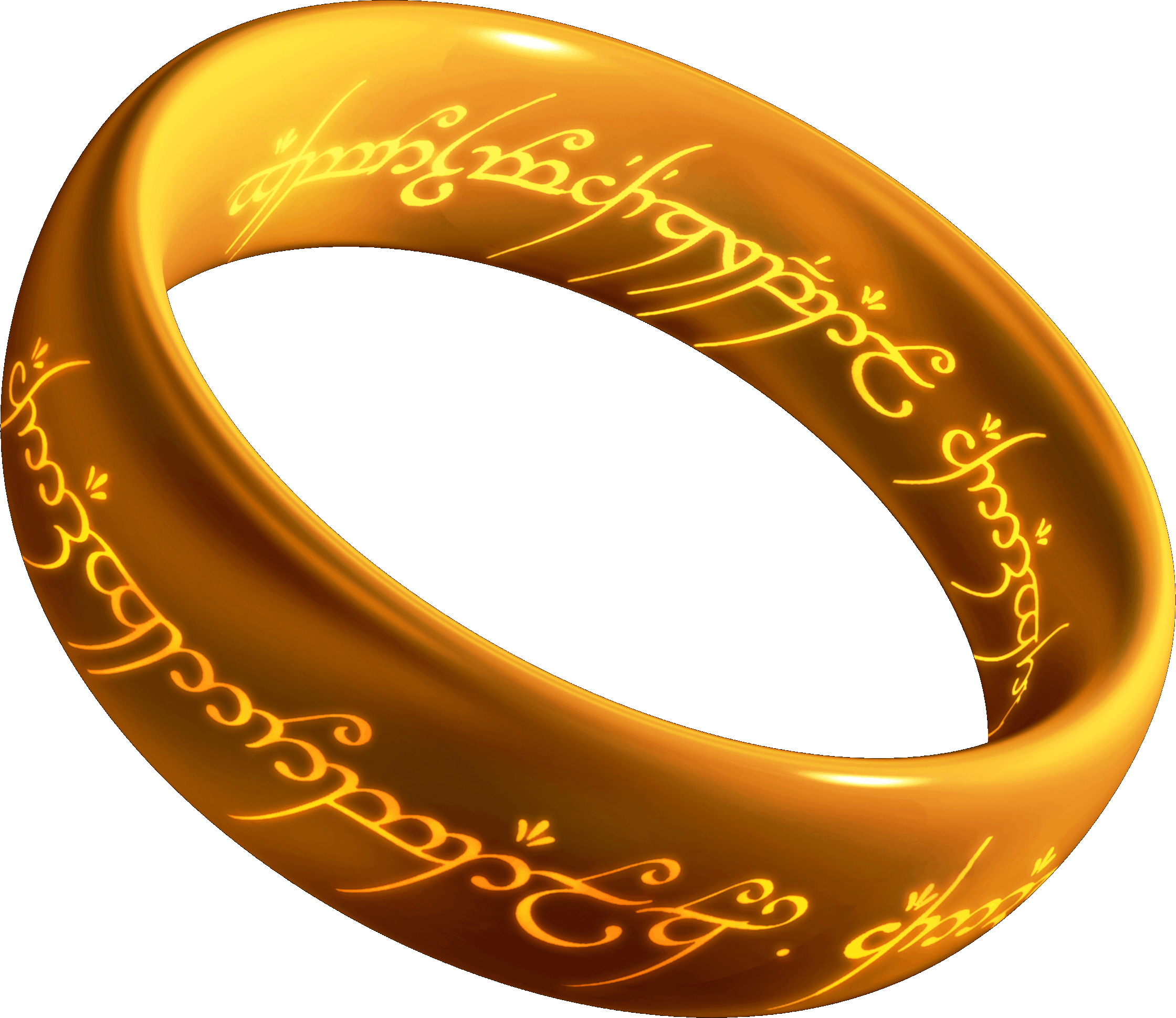
Wyobrażenie Jedynego Pierścienia

### Lampa fëanoryjska
Były to lampy, których niebieski blask bił z płomienia uwiezionego we wnętrzu białego kryształu. Zostały stworzone w Amanie, a ich płomienia nie był w stanie ugasić wiatr lub woda. Gelmir miał w posiadaniu jedną z nich, gdy spotkał się z Tuorem.
Jak czytamy w przypisie do Niedokończonych opowieści, w historii Gwindora pojawiają się lampy fëanoryjskie, których sekretu nie znali nawet sami Ñoldorowie. Tolkien w pierwszych szkicach Silmarillionu zawarł koncepcję świecących błękitnym blaskiem lamp elfów, ale nie pojawiły się one w opublikowanej później powieści. W bardziej rozbudowanej wersji opowieści o Túrinie Gwindor miał ze sobą lampę. To w jej świetle Túrin zauważył, że zabił Belega Cuthaliona. Tolkien zilustrował to spotkanie w swoim zbiorze obrazów z 1979 roku. Ilustracja nosi tytuł Mirkwood and Beleg finds Gwindor in Taur-nu-Fuin.

(...) Gelmir wydobył jedną ze sławnych lamp Ñoldorów, które niegdyś zrobiono w Valinorze. Ani wiatr, ani woda nie mogły ich zgasić, a jeśli zdjęło się osłonę, wówczas lśniły światłem mocnym i błękitnym, dobywającym się z uwięzionego w białym krysztale płomienia.

### Mapa Thróra
Pojawia się w Hobbicie. Rysunek mapy jest dołączony do tej książki.
Została sporządzona przez Thróra, władcę krasnoludów z Plemienia Durina i Króla pod Górą. Przedstawiała ona jego królestwo, Erebor, oraz najbliższą okolicę. Zaznaczono na niej runami tajemne wejście do wnętrza Samotnej Góry oraz literami księżycowymi, wskazówki kiedy można je otworzyć.
Powstała zapewne po 2770 roku Trzeciej Ery, kiedy to smok Smaug zajął siedzibę krasnoludów i zagarnął ich skarby (wskazywać na to może wizerunek smoka na mapie, narysowany nad Samotną Górą). Mapę tę (wraz z kluczem do tajnego wejścia) Thrór dał swemu synowi Thráinowi II, nim wyruszył na wyprawę do Morii, z której już nie wrócił. Thráin zabrał ją ze sobą, gdy postanowił odzyskać zagrabione przez Smauga skarby. W podróży do Ereboru został jednak pojmany przez sługi Saurona i uwięziony w Dol Guldur (2845 rok). Mimo tortur nie wydał oprawcom mapy, którzy zresztą chcieli wyciągnąć od niego tylko ostatni z Siedmiu Pierścieni Władzy, co w końcu im się udało. Zamknięty nadal w twierdzy Thráin przed śmiercią zdołał dać mapę i klucz Gandalfowi, który potajemnie dostał się do Dol Guldur (2850 rok). Czarodziej oddał te przedmioty Thorinowi Dębowej Tarczy, synowi Thráina, gdy wraz z jego Kompanią omawiał w Bag End u Bilba Bagginsa plan odzyskania bogactw Ereboru (2941 rok). Mapę z kluczem Thorin wziął z sobą, kontynuując wyprawę do Samotnej Góry. W Rivendell, gdzie Kompania się zatrzymała, Elrond zdołał odczytać runy księżycowe na mapie.

### Nauglamír
Pojawia się on w Silmarillionie. Był to naszyjnik wykonany dla króla Finroda Felagunda, dzieło krasnoludów z Nogrodu i Belegostu. Była to jak gdyby obroża ze złota, wysadzana niezliczonymi kamieniami z Valinoru, a miała tę osobliwą właściwość, że noszącej ją osobie wydawała się nie cięższa od pasemka lnu i do każdej szyi doskonale pasowała i na każdej wyglądała pięknie. Nauglamír uważano za najsłynniejsze dzieło krasnoludzkich mistrzów, a Finrod cenił go bardziej niż wszystkie inne skarby jakie posiadał.
Naszyjnik pozostawał w Nargothrondzie zarówno póki istniało królestwo elfów, jak i wtedy gdy osiedlił się tam Glaurung (496 rok Pierwszej Ery), a po jego śmierci (501 rok) krasnolud Mîm. Ten ostatni zginął zabity przez Húrina (502 rok), który zabrał ze sobą Nauglamír. Przybywszy do Menegroth rzucił naszyjnik pod stopy króla Thingola ze słowami: Przyjmij tę zapłatę za rzetelną opiekę nad moją żoną i moimi dziećmi. Posądzał bowiem parę królewską o udział w doprowadzeniu do zguby swojej rodziny. Dopiero pod wpływem słów królowej Meliany jego gniew wygasł i Húrin zrozumiał, że Morgoth, w niewoli którego przebywał, okłamywał go. Pozostawił naszyjnik królowi jako dar po człowieku, który niczego nie ma, i na pamiątkę po Hurinie z Dor-lominu.
Thingol postanowił umieścić w Nauglamírze Silmaril Fëanora. Zadanie przerobienia tak naszyjnika powierzył mistrzom z Nogrodu, którzy akurat wtedy przebywali w Doriath. Krasnoludowie potajemnie jednak postanowili zagarnąć oba te skarby, ale zabrali się wpierw do wykonania zadania. Gdy wreszcie skończyli, a Thingol chciał odebrać naszyjnik, doszło do kłótni i krasnoludowi zamordowali monarchę (505 rok). Uciekli następnie z Menegroth, lecz ścigający ich elfowie odebrali Nauglamír i zabili uciekinierów. Ocaleli jednak dwaj zabójcy Thingola, którzy następnie podburzyli resztę mieszkańców Nogrodu do zaatakowania Doriath. Armia krasnoludów zdobyła i złupiła Menegroth. Ze skarbca, bronionego przez Mablunga, oprócz wielu innych łupów, najeźdźcy wynieśli również Nauglamír z wprawionym weń Silmarilem. Jednak powracających do Nogrodu wojowników przy Sarn Athrad zaatakował Beren, wraz z synem Diorem i Elfami Zielonymi. Zabił w pojedynku wodza krasnoludów i odebrał mu naszyjnik. Ofiarował go następnie swej małżonce Lúthien, która nosząc Nauglamír olśniewała pięknością i blaskiem, jakich nigdy nie widziano poza królestwem Valinoru.
Po śmierci rodziców (509 rok) odziedziczył go Dior, nowy władca Doriath. Jednak zaatakowali go synowie Fëanora, żądni odzyskania Silmarila i w walce zabili Diora. Mimo to nie odzyskali klejnotu, bowiem córka Diora, Elwinga, wraz z garstką uciekinierów zabrała Nauglamír ze sobą. Osiedliła się w Przystaniach Sirionu, gdzie później poślubiła Eärendila, syna Tuora i Idril. W jakiś czas potem zaatakowali ponownie synowie Fëanora. Elwinga jednak przeżyła i udało jej się dotrzeć (z pomocą Ulma) z naszyjnikiem do męża. Dzięki umieszczonemu w nim Silmarilowi, Eärendil był w stanie dotrzeć do Valinoru.
Nauglamír nazywano też Naszyjnikiem Krasnoludów.
Nazwa Nauglamír pochodzi z sindarinu i znaczy Klejnot krasnoludów.

### Nimphelos
Perła, wzmiankowana w Silmarillionie, wyłowiona w płytkich wodach niedaleko wyspy Balar. Thingol otrzymał ją, wraz z innymi perłami, od Cirdana. Była wielkości gołębiego jaja i lśniła niczym księżyc. Thingol podarował ją wodzowi Krasnoludów z Belegostu w zamian za zbudowanie Menegrothu.

### Palantíry
Palantíry były kamieniami w kształcie kuli, wytworzonymi przez Fëanora. Były zrobione z czarnego kryształu nieznanego pochodzenia, odznaczającego się bardzo dużą twardością i wytrzymałością. Średnice palantírów wahały się od 1 stopy najpewniej do trzech, zależnie od możliwości.
Ich główną właściwością było to, że umożliwiały komunikację pomiędzy osobami, które w nie spojrzały. Nie można było nic usłyszeć przez palantír, lecz można było odczytywać myśli. Istoty obdarzone silną wolą mogły w ten sposób oglądać dowolne miejsce na świecie. Jeśli palantírem nie kierował wprawny umysł, pokazywał on (jak się wydawało) chaotyczne wizje. Gdyby umieścić palantír w wysokim punkcie pokazywałby on obraz odległy, zamazany, zamglony na krawędziach.
Zostało stworzonych wiele tych kamieni, ale ich liczba nie jest dokładnie znana (najprawdopodobniej osiem). Poszczególne z nich różniły się od siebie wielkością, jak również posiadaną mocą. Niektóre miały władzę nad innymi, a każdy z nich był wykorzystywany do nieco innych zadań, co było związane z ich umiejscowieniem i wolą prawowitych posiadaczy, którzy mogli narzucić im różne ograniczenia. Np. Kryształ Elendila został przez niego ustawiony tak, by spoglądać aż na Tol Eressëę. W Śródziemiu znajdowało się siedem palantírów, przywiezionych po upadku Númenoru przez Elendila i jego synów. Trzy palantíry zostały przekazane do skarbca Arnoru, a cztery służyły Gondorowi.
Poza Śródziemiem wiadomo tylko o jednym palantírze.
Główny Kamień
- W angielskim oryginale – Master-stone

Być może był najpotężniejszy ze wszystkich. W przeciwieństwie do siedmiu kryształów, elfowie nie przekazali go Amandilowi, księciu Andúnië i przez cały czas pozostawał on w wieży w Avallónë na Tol Eressëi.
Kryształy Arnoru
- Kryształ Elendila przechowywany był na Wieżowych Wzgórzach, w najwyższej z trzech Białych Wież, Elostirionie. Znajdował się tam od czasu założenia państwa przez Elendila (3320 rok Drugiej Ery). Palantír ten różnił się od pozostałych kryształów i nie mógł z nimi nawiązać kontaktu. Był skierowany tylko na zachód, w stronę morza. Celowo ustawił go tak sam Elendil. Zwykł on spoglądać w ten palantír, gdy dręczyła go tęsknota za zatopionym Númenorem. Ponoć czasem udawało mu się zobaczyć elficką Tol Eressëę, lecz jego ojczysta wyspa pozostała na zawsze skryta pod falami. Po śmierci monarchy (3441 rok Drugiej Ery) zaczęli strzec kryształu elfowie z Lindonu. Choć do korzystania z niego spadkobiercy Elendila (kolejni królowie Arnoru, Arthedainu i Wodzowie Dúnedainów) mieli niekwestionowane prawo, to jak się zdaje, żaden z nich (łącznie z Aragornem II) nigdy nie spojrzał w ten palantír. Być może czasem korzystali z niego elfowie. Ostatecznie w 3021 roku Trzeciej Ery zabrał go z wieży Círdan i zaniósł na statek, którym odpłynął Gandalf wraz z Powiernikami Pierścieni.
- Kryształ Annúminas przechowywany był w Annúminas od czasu założenia państwa przez Elendila (3320 rok Drugiej Ery). Po podziale królestwa (861 rok Trzeciej Ery) stał się własnością władców Arthedainu i został przeniesiony do Fornostu. Pozostawał tam, aż do zdobycia miasta przez wojska Angmaru (1974 rok). Wtedy to zabrał go ze sobą król Arvedui, uciekając przed wrogiem na północ. Palantír ten ostatecznie zaginął w wodach Zatoki Forochel (1975 rok), gdy zatonął statek monarchy.
- Kryształ Amon Sûl, najważniejszy palantír w Królestwie Północy, służył do kontaktów z Gondorem. Przechowywany był w wieży Amon Sûl od czasu założenia państwa przez Elendila (3320 rok Drugiej Ery). Po podziale królestwa (861 rok Trzeciej Ery) stał się własnością władców Arthedainu. Jednak monarchowie Cardolanu i Rhudauru domagali się tego palantíru dla siebie, przez co między trzema państwami dochodziło do zbrojnych konfliktów. Podczas wojny z Angmarem (1409 rok), gdy wieża została zburzona, kryształ został potajemnie przeniesiony do Fornostu. Pozostawał tam, aż do zdobycia miasta przez wojska Czarnoksiężnika w 1974 roku. Wtedy to zabrał go ze sobą król Arvedui, uciekając przed wrogiem na północ. Palantír ten ostatecznie zaginął w wodach Zatoki Forochel razem z kryształem Annúminas.

Kryształy Gondoru
- Kryształ Osgiliath przechowywany był pod Kopułą Gwiazd w Osgiliath, od czasu założenia państwa (3320 rok Drugiej Ery). Pozostawał tam aż do Waśni Rodzinnej, kiedy to miasto zostało zdobyte przez buntowników (1437 rok Trzeciej Ery). Podczas walk Kopuła spłonęła, a palantír utonął w wodach Anduiny. Kryształ Osgiliath był najważniejszy w całym Gondorze, ponieważ kontrolował wszystkie pozostałe palantíry i był obdarzony mocą „podsłuchiwania” innych kryształów. Używano go do komunikacji z Arnorem. Zwano go też Głównym Kryształem z Osgiliath.
- Kryształ Orthanku znajdował się w Isengardzie, był to pomniejszy palantír nastawiony na komunikację ze stolicą i obserwację niespokojnej granicy zachodniej. Gdy namiestnicy Gondoru oddali Isengard pod władanie Sarumana, ten odnalazł palantír i wkrótce zaczął go używać do szpiegowania innych, zatajając przed światem jego posiadanie. Ostatecznie poprzez palantír dostał się pod wpływ Saurona. Palantír z Isengardu został przypadkowo znaleziony przez Peregrina Tuka po zrzuceniu go przez Grímę, szpiega czarodzieja, z Orthanku. Gandalf oddał go Aragornowi. Ten po koronacji na króla Gondoru umieścił palantír z powrotem w odbudowanym Isengardzie, by czuwał nad bezpieczeństwem zachodu.
- Kryształ Ithilu przechowywany był w Minas Ithil od czasu założenia państwa (3320 rok Drugiej Ery). W 3429 roku, zanim warownia ta została zdobyta przez Saurona, Isildur najpewniej zabrał palantír ze sobą. Po zwycięstwie nad Władcą Ciemności (3441 rok) wrócił on na swoje miejsce. Pozostawał tam przez większość Trzeciej Ery, aż do 2002 roku, kiedy to dostał się w ręce Nazgûli, które zdobyły Minas Ithil. Zapewne w 2954 roku kryształ przeniesiono do Barad-dûr. Sauron wykorzystywał go do kontaktów z palantírami Orthanku (którym dysponował Saruman) i Anoru (ten był w posiadaniu Denethora II). Za pomocą kryształu Władca Ciemności pierwszego z nich przeciągnął na swoją stronę, a drugiego oszukiwał fałszywymi wizjami. Kryształ Ithilu najpewniej uległ zniszczeniu wraz z całym Barad-dûr 25 marca 3019 roku Trzeciej Ery. Palantír ten należał do słabszych i mniejszych. Był ściśle związany z kryształem Anoru. Zwano go też Kamieniem Ithilu.
- Kryształ Anoru przechowywano w Minas Anor. Znajdował się we władaniu namiestników Gondoru. Po upadku Minas Ithil nie używano go w obawie przed Sauronem. Ostatecznie zdecydował się na to Denethor II, co przyniosło mu wiele pożytecznych informacji, lecz doprowadziło go do szaleństwa. Potem pozostawał we władaniu królów Gondoru. Korzystanie z niego było bardzo utrudnione. Trzeba było wprawy i dużej siły woli, by zobaczyć w nim cokolwiek innego niż obracające się w popioły starcze ręce. Było to spowodowane tym, że namiestnik Denethor II trzymał go w rękach gdy popełnił samobójstwo przez spalenie się na stosie.

Każdy pomniejszy Palantír (jak te w Orthanku, Minas Ithil, Minas Anor i zapewne w Annúminas) był skierowany w odpowiednim kierunku, tzn. określony palantír mógł patrzeć tylko w określonym kierunku, a obrócony w innym kierunku nie pokazywał nic (najwyraźniej Peregrin Tuk czystym przypadkiem ustawił go w miarę pionowo i akurat był właściwie ustawiony w stosunku do palantíru, w wyniku czego nawiązał łączność z kryształem w Barad-dûr). Po ewentualnym strąceniu palantíru ze stanowiska należało nastawić go pionowo, po czym kręcąc nim wokół własnej osi, odnaleźć odpowiedni kierunek. Głównie palantíry były bardziej „wszechstronne”, ponieważ nie były nastawiane – wystarczyło stanąć przed kryształem a powinien pokazać nam przeciwległy widok. Gdy stanęło się na wschód od palantíru pokazywał on widoki na zachód i odwrotnie (analogicznie sytuacja przedstawiała się w każdym kierunku). Pole widzenia palantíru ograniczał jedynie przypadek i ciemność: widziały przez wszystko i w bardzo dużych odległościach, lecz obserwowany obiekt musiał być oświetlony. Palantírem mogły od razu zawładnąć wybrane osoby takie, jak namiestnik czy król Gondoru. Wszelkie istoty pozbawione praw do palantírów aby ich używać musiały nagiąć kryształ do swojej woli. Każda konfrontacja z palantírem wymagała maksymalnej koncentracji użytkownika i była bardzo męcząca (to wyjaśnia przyspieszone zestarzenie się Denethora).

### Płaszcz Tuora
Pojawia się w Niedokończonych Opowieściach. Był to płaszcz wydarty z szaty Ulma podarowany Tuorowi na czas podróży do Ukrytego Królestwa. Jego zadaniem było skrycie noszącego przed wzrokiem sług Morgotha. Po przekroczeniu bram prowadzących do Gondolinu magiczny płaszcz rozpłynął się w powietrzu.

### Róg Marchii
Pojawia się w Powrocie króla. W angielskim oryginale jego nazwa brzmiała Horn of the Mark. Był to mały, srebrny róg, wykonany przez krasnoludów z Ered Mithrin w Trzeciej Erze. Ozdobiony był ornamentem przedstawiającym pędzących jeźdźców oraz znakami runicznymi. Wedle tradycji, gdy ktoś (...) w potrzebie zadmie w ten róg, porazi strachem serca wrogów, a radością napełni serca przyjaciół, którzy przybiegną zaraz na jego głos. Wraz z innymi krasnoludzkimi bogactwami został zrabowany przez smoka Scathę. Gdy Fram, wódz Éothéodów, zabił smoka, cały skarb bestii trafił w jego ręce. Róg ten znajdował się w posiadaniu potomków Frama przez kolejne stulecia i razem z Eorlem trafił do Rohanu.
Po pokonaniu Saurona w Wojnie o Pierścień Éomer i Éowina podarowali róg Meriadokowi Brandybuckowi jako dar pożegnalny, gdy ten opuszczał Rohan. Odtąd zawsze nosił go przy sobie. Po raz pierwszy użył go w Shire, gdy wraz z towarzyszami zerwał hobbitów do powstania przeciw zbójom Sharkeya. Odtąd był on przekazywany w rodzie Brandybucków z pokolenia na pokolenie. Ustaliła się w Bucklandzie tradycja, iż corocznie 2 listopada dęto w ten róg, po czym świętowano i palono ogniska.

### Talan
Sin. płaski, lm. telain. Było to zbudowane wokół pnia mallornu mieszkanie elfów z Lothlórien, wyglądem przypominające platformę. Powstawało dzięki umiejętnemu kształtowaniu gałęzi drzewa. Wchodziło się do niego po drabinie, spuszczonej z otworu pośrodku platformy. Na jednym drzewie mogło znajdować się kilka talanów na różnych wysokościach. To właśnie na talanie Drużyna Pierścienia spędziła swą pierwszą noc w Lórien. W Westronie jego nazwa brzmiała flet.

### Ulumúri
Pojawiają się w Silmarillionie. Rogi wykonane z białej muszli należące do Valara Ulma. Każdy kto choć raz usłyszał ich dźwięk nabywał wielkiej tęsknoty za morzem i pragnął usłyszeć muzykę rogów po raz kolejny. Instrumenty te wykonał dla swojego pana Majar Salmar.

### Wielki Róg
Wielki Róg (ang. Great Horn) był dziedzictwem rodu namiestników Gondoru. Wykonany był z rogu bawoła Arawa, okuty w srebro i pokryty napisami. Wedle tradycji każdy, kto w niego zadmie w dawnych granicach Gondoru, zostanie usłyszany przez przyjaciół. Sporządzony został dla Vorondila. Od jego czasów nosił go każdy następca namiestnika, aż do Wojny o Pierścień. Wtedy jego posiadaczem był Boromir, starszy syn Denethora II. Ponoć nikt poza nim nie umiał tak potężnie zadąć w Wielki Róg. Zabrał go ze sobą, gdy wyruszał na wyprawę do Imladris i na wędrówkę z Drużyną Pierścienia. Po raz ostatni zadął w niego, podczas walki z orkami pod Amon Hen. Echo rogu dotarło aż do Minas Tirith, gdzie usłyszeli je Denethor II i Faramir, brat Boromira. Wielki Róg pękł, rozbity ciosem orkowej broni. Jego resztki Aragorn, Legolas i Gimli złożyli w łodzi pogrzebowej Boromira. Później obie jego części, wyrzucone osobno przez fale Anduiny, odnaleźli żołnierze Gondoru. Przekazano je Denethorowi II.
W ekranizacji Władcy Pierścieni reżyserii Petera Jacksona pojawia się Wielki Róg. Boromir nosi go u swego boku, w prawie wszystkich scenach filmu Drużyna Pierścienia. W przeciwieństwie jednak do powieści, w której trakcie kilkakrotnie dmie w niego, w filmie dzieje się to tylko raz: pod Amon Hen, gdy Boromir wzywa pomocy, walcząc z orkami.
Róg zostaje rozbity na dwoje, choć w ekranizacji dzieje się to na skutek przebicia strzałą. Obie jego części pokazuje Gandalfowi i Pippinowi Denethor, gdy przybywają oni do Minas Tirith (w filmie Powrót króla).

### Valaróma
Pojawia się w Silmarillionie. Róg Valara Oromëgo. Oromë używał go podczas polowania na mroczne istoty i zwierzęta. Według Tolkiena jego dźwięk przywodził na myśl wschód słońca albo błyskawicę. Podczas polowania róg ucichł tylko raz, kiedy Oromëgo omamiła ciemność Ungolianty.

### Zwierciadło Galadrieli
Była to wypełniona wodą misa w Caras Galadhon, w której ukazywały się odbicia scen odległych, teraźniejszych i przyszłych lub tych, które się nigdy nie wydarzyły i nie wydarzą. We Władcy Pierścieni spojrzeli w nie Frodo Baggins i Samwise Gamgee (w filmie Petera Jacksona tylko Frodo Baggins).

## Jedzenie i napoje

### Kram
Pojawia się w Hobbicie i Drużynie Pierścienia. Były to suchary wypiekane przez ludzi z Dale i Esgaroth. Miały zastępować lembasy elfów choć nie były tak pożywne. Ludzie z Esgaroth zaopatrzyli w nie Kompanię Thorina, gdy jej członkowie znaleźli się w ich mieście.

### Lembas
Był to chleb wyrabiany przez elfów, przeznaczony do spożywania w podróży. Pojawia się we Władcy Pierścieni i Silmarillionie. Lembasy były formowane w cienkie ciastka, był bardzo pożywne; pozostawały świeże przez miesiące, kiedy znajdowały się w swoim pierwotnym opakowaniu z liści.
Na zewnątrz lembasy były brązowawe, w środku zaś kremowe. Były smaczniejsze, niż tłok i pierniki Beorna. Jak inne produkty elfów, były odrzucane przez złe stworzenia.
Sposób przyrządzania lembasów był strzeżony i rzadko ujawniany nie-elfom. Wiadomo, że przepis znała Meliana, królowa Doriath. Później znała go także Galadriela, która w Trzeciej Erze dała duży zapas lembasów Drużynie Pierścienia. Dzięki nim Frodo Baggins i Samwise Gamgee utrzymali się przy zdrowiu przez większość ich podróży do Mordoru.
Nazwa lembas pochodzi z sindarinu i znaczy dosłownie droga-chleb. Quenejskim odpowiednikiem tego słowa jest coimas.

### Miruwor
Pojawia się w Drużynie Pierścienia. Był to napój elfów, który Gandalf otrzymał od Elronda, kiedy wyruszał w podróż z Drużyną Pierścienia. Drużyna trzy razy korzystała z niego, kiedy brakowało im sił.

### Napój Entów
Pojawia się w Dwóch wieżach. Był to napój spożywany przez entów. Hobbici Meriadok Brandybuck i Peregrin Tuk po wypiciu tego napoju urośli ponad hobbicką miarę.

## Pancerz

### Smoczy Hełm
Wspomniany w Silmarillionie. Więcej informacji na jego temat można znaleźć w Niedokończonych opowieściach oraz w Dzieciach Húrina.
- W angielskim oryginale – Dragon-helm of Dór-lomin / Dragon-helm / Helm of Hador
- Przekład Marii Skibniewskiej – Smoczy Hełm z Dor-lóminu / Hełm Hadora
- Przekład Pauliny Braiter i Agnieszki Sylwanowicz – Smoczy Hełm z Dor-lóminu / Smoczy Hełm / Hełm Hadora
- Przekład Radosława Kota – Smoczy Hełm Dor-lóminu / Smoczy Hełm / Hełm Hadora

Wykuty został (około 260 roku Pierwszej Ery) przez Telchara z Nogrodu. Hełm wykuty został specjalnie dla króla krasnoludzkiego z Belegostu, Azaghâla. Był to hełm wykonany z szarej stali, ozdobionej złotem i runicznymi znakami. Wieńczył go wizerunek głowy Glaurunga, bowiem hełm został wykonany wkrótce po pierwszym pojawieniu się tego smoka. Był to znak wyzwania wobec żołdaków Morgotha i pogardy żywionej do bestii.
Azaghâl podarował go Maedhrosowi w podziękowaniu za uratowanie życia z rąk orków w trakcie podróży. Z kolei Maedhros dał hełm Fingonowi go jako dowód przyjaźni (zresztą to właśnie Fingon przepędził ongiś Glaurunga do Angbandu). Okazało się, że jednak nikt nie może nosić ciężkiego, krasnoludzkiego hełmu bez wysiłku, oprócz Hadora. Jemu to więc Fingon podarował Smoczy Hełm, gdy ten obejmował rządy nad Dor-lóminem (około 425 roku). Odtąd było to dziedzictwo rodu Hadora, przekazywany z ojca na syna. Po śmierci Hadora nosił go Galdor. Następnie trafił w ręce Húrina, który jednak nie używał hełmu, bowiem był on dla niego za ciężki. Cenił go jednak nadal jako cenną pamiątkę rodzinną.
Po Nirnaeth Arnoediad Morwena, żona Húrina, wysłała go synowi Túrinowi, przebywającemu w Doriath. Gdy dorósł on i ruszył do walki na pogranicze królestwa, zaczął nosić słynny hełm (wcześnie przechowywano był w skarbcu króla Thingola). Nie miał go ze sobą, gdy udał się na banicję (485 rok). Przyniósł mu hełm Beleg, gdy odnalazł Túrina na Amon Rûdh. Używając go w boju młodzieniec przybrał nowe imię – Gorthol (sin. Groźny hełm). Gdy orkowie pojmali Túrina (487 rok), wzięli ze sobą ten hełm, lecz Beleg i Gwindor, odbijając przyjaciela, odzyskali jego rodową pamiątkę. Podczas pobytu w Nargothrondzie, Túrin nie nosił hełmu, nie chcąc ujawniać swej tożsamości. Włożył go dopiero przed bitwą o Tumhalad. Później miał hełm ze sobą, gdy wędrował po Dor-lóminie i Brethilu. Nosił go również wtedy gdy zabił Glaurunga. Smoczy Hełm złożono, wraz z resztkami miecza Gurthanga, w grobie Túrina po jego samobójczej śmierci (501 rok).
Zwano go też Hełmem Hadora, Smoczym Hełmem z Dor-lóminu, Smokiem Dor-lóminu oraz Smoczym Łbem Północy.

### Kolczuga Froda
Pojawia się we Władcy Pierścieni i Hobbicie. Kolczuga z Mithrilu stworzona przez krasnoludy z Ereboru i podarowana Bilbo Bagginsowi kiedy wraz z kompanią Thorina przebywał we wnętrzu góry. Po powrocie do Bag End Bilbo wypożyczył ją do muzeum w Michael Delving. Odebrał ją zanim wyruszył w ostatnią podróż do Rivendell. Następnie podarował ją Frodowi, gdy ten wybierał się do Mordoru. Kolczuga uratowała mu życie w jaskiniach Morii. Gdyby jej nie miał zostałby przebity włócznią.

## Artefakty z ekranizacji Petera Jacksona

### Hadhafang
W filmie Petera Jacksona Drużyna Pierścienia jest to miecz Arweny, wykorzystany wcześniej przez Elronda w bitwie na stokach Orodruiny. W zamierzeniu twórców, miał pierwotnie należeć do Idril.

## Analiza
Janet Brennan Croft napisała artykuł, o tym jak ważne są nazwy w utworach Tolkiena, zwracając szczególną uwagę na powiązania, między nazwami różnych broni, jak np. Anglachel / Gurthang i Narsil / Anduril, a ich losami. Cami Agan wskazuje na pojawiającą się w Hobbicie wzmiankę, że miecze Orcrist i Glamdring pochodziły z Gondolinu, jako wczesne nawiązanie do jednej z pierwszych opowieści Tolkiena, opublikowanej dopiero w Silmarillionie oraz to, że miecz Gandalfa należał kiedyś do władcy elfów Turgona.
K. S. Whetter poświęcił artykuł porównaniu mieczy z Hobbita i Władcy Pierścieni i mieczy średniowiecznych. Porównał chociażby Orcrista, Glamdringa i Żądło do mieczy Dragvandil, Fotbitr i Hneitir.
Holman zwrócił uwagę na szczególny nacisk kładziony w utworach na broń, którą władają bohaterowie. Porównał przy tym Andúrila do Excalibura.
Coombes i Read podjęli się naukowej analizy różnych aspektów Śródziemia, zwracając uwagę m.in. na lembasy, palantiry i elfickie miecze.

## Upamiętnienie
Powstały amerykańskie firmy zbrojeniowe nazwane Palantir i Anduril Industries. Gurthangiem nazwano program do testowania serwerów internetowych. Powstało także oprogramowanie nazywane Glamdringiem.